# Lobelia excelsa
Lobelia excelsa är en klockväxtart som beskrevs av Aimé Bonpland. Lobelia excelsa ingår i släktet lobelior, och familjen klockväxter. Inga underarter finns listade i Catalogue of Life.

## Bildgalleri

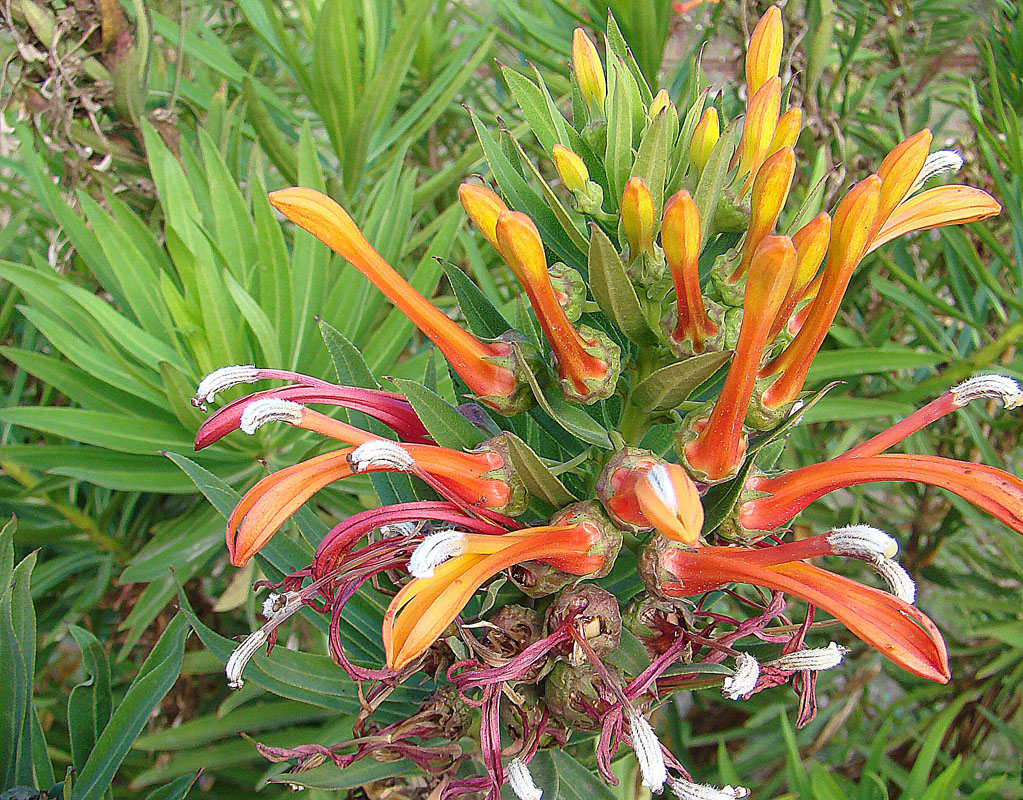
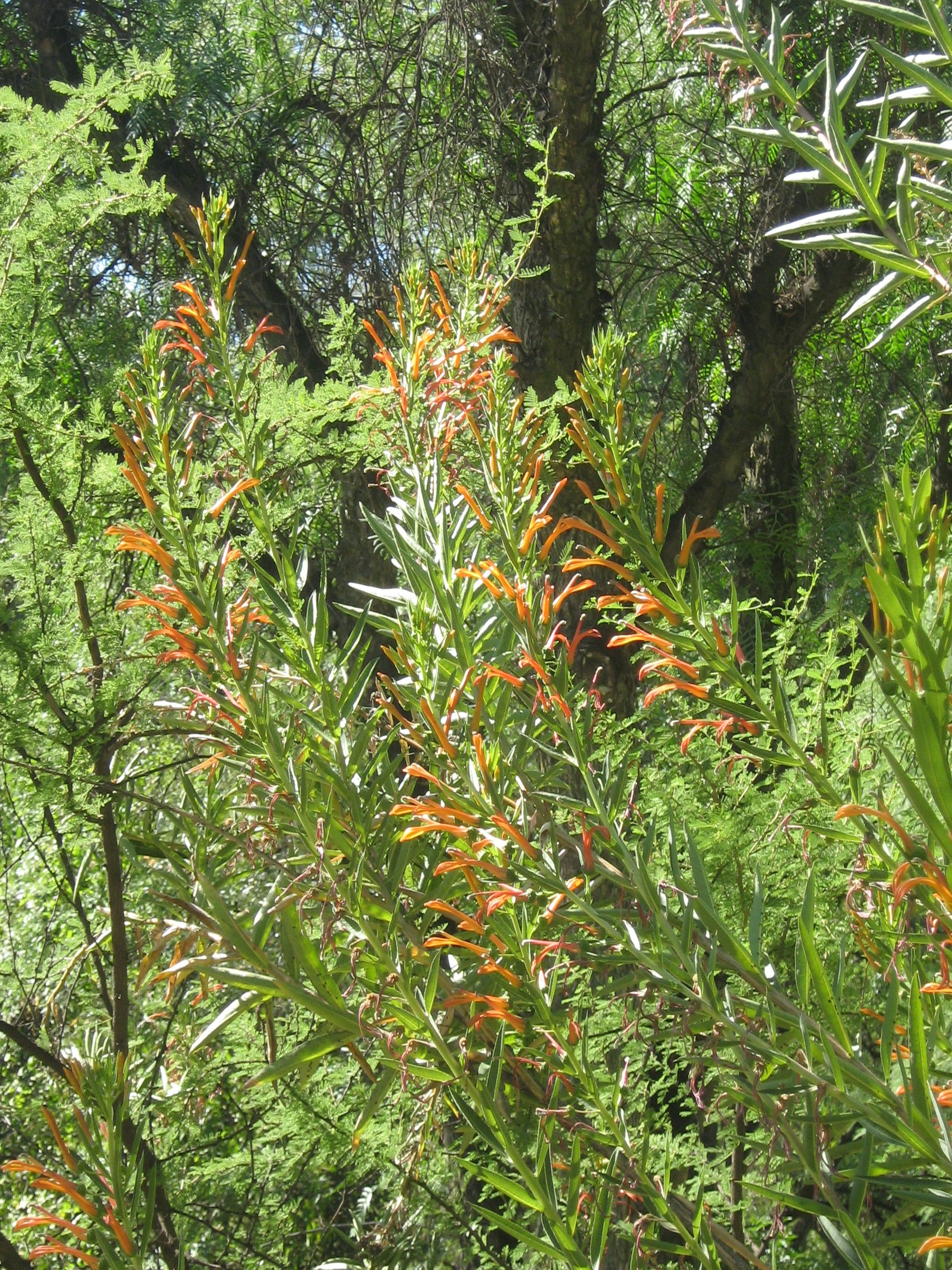
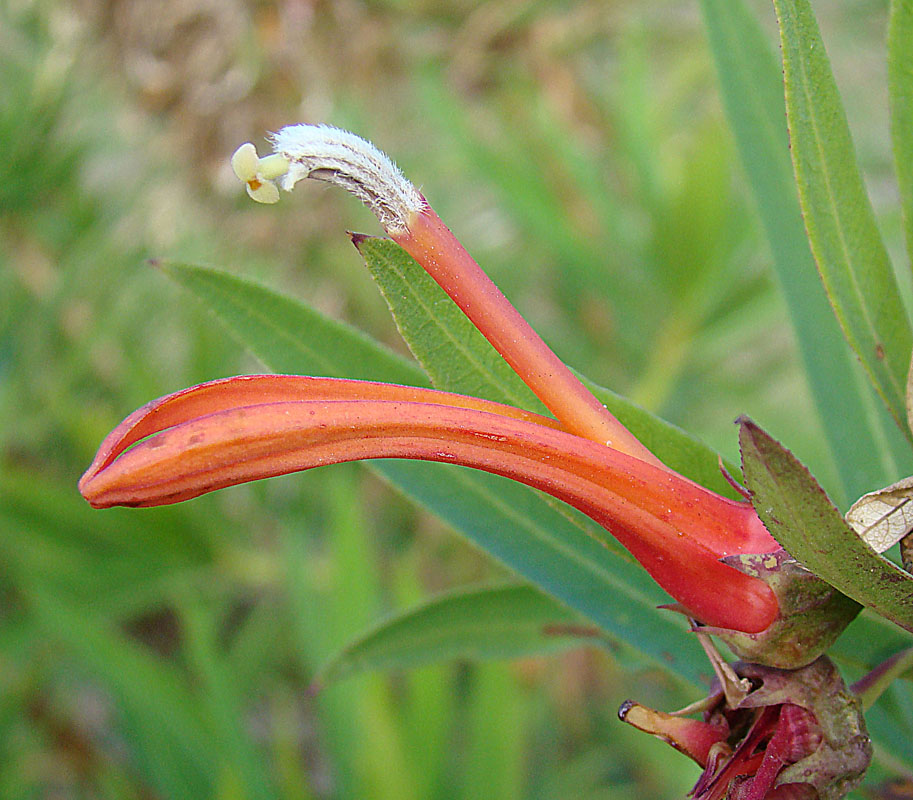
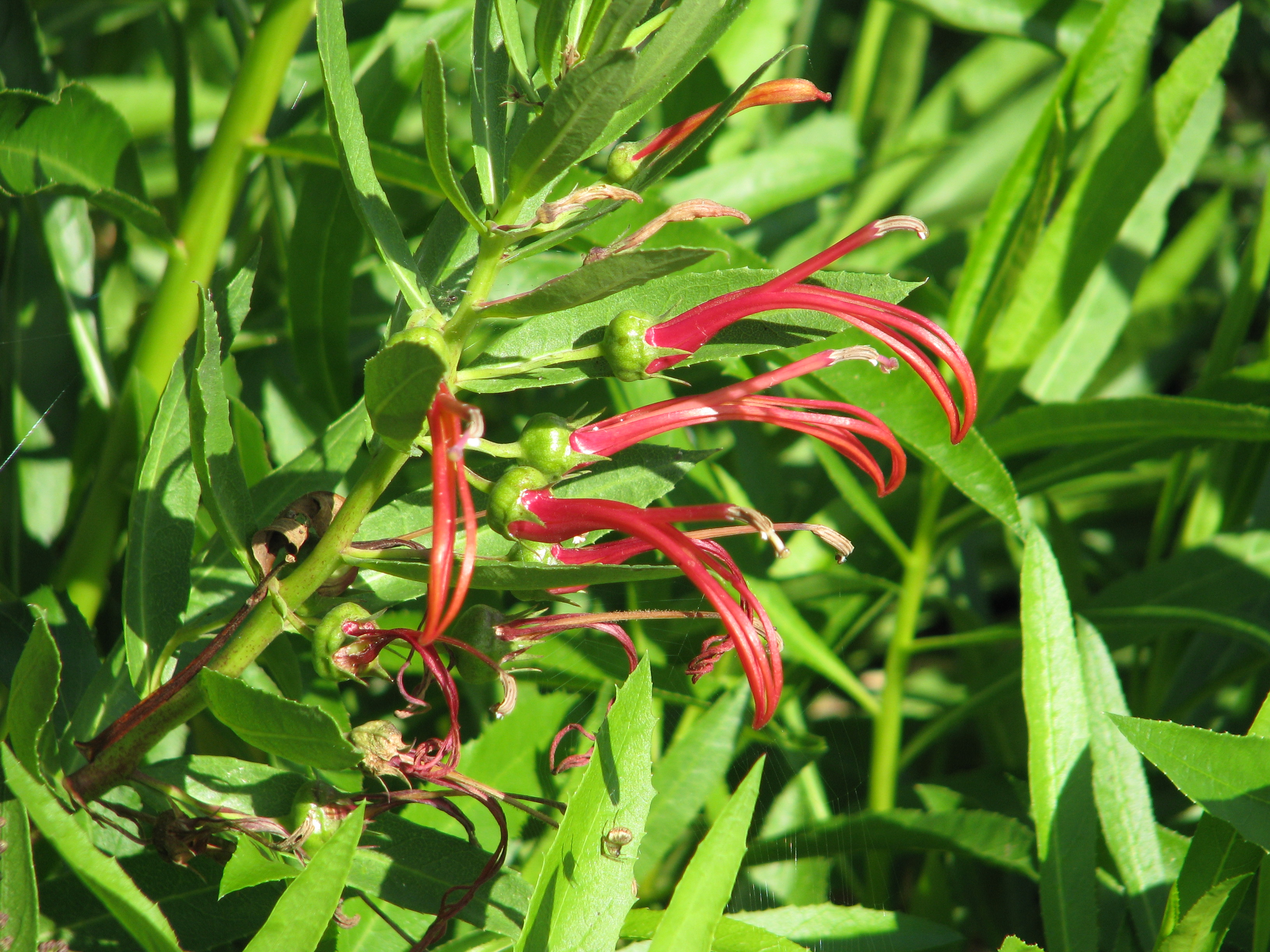
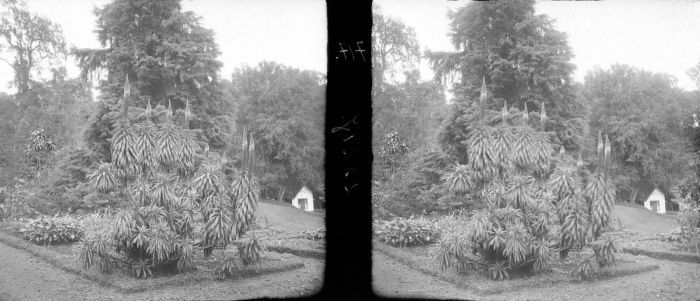